# Palazzo Donati

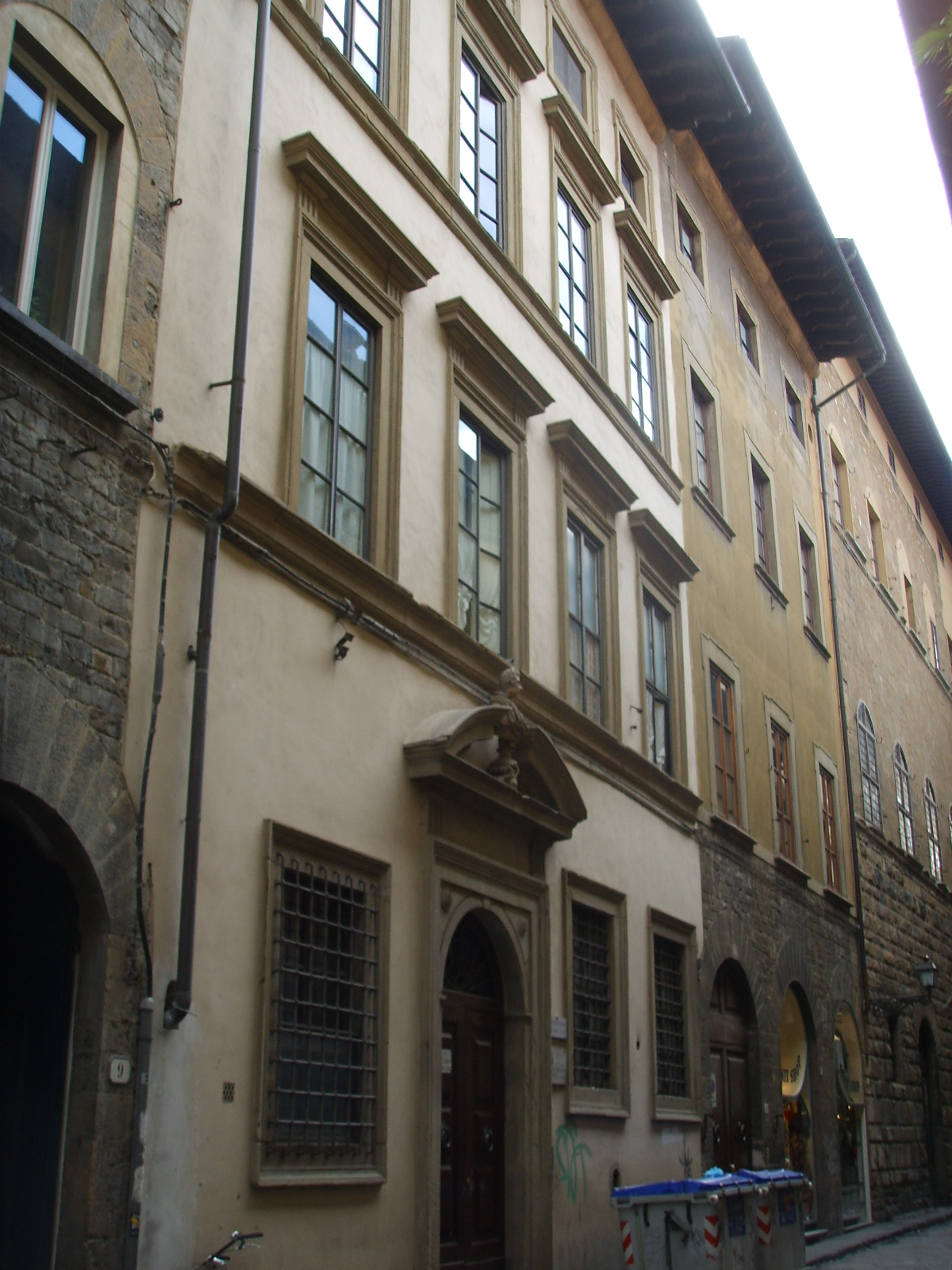
Fachada do Palazzo Donati.

O Palazzo Donati é um palácio italiano que se encontra no Centro Histórico de Florença. Além do palácio propriamente dito, fazem parte do mesmo complexo duas torres medievais, conhecidas como Torres de Corso Donati (Torri di Corso Donati), situadas no mesmo quarteirão vizinho à Piazza San Pier Maggiore: a mais antiga voltada para o Borgo Albizi e a mais recente para a Via Palmieri. 
As duas torres que pertenceram a Corso Donati, encontram-se entre as mais bem conservadas de Florença e erguem-se acima dos edifícios circundantes.

## História e arquitectura

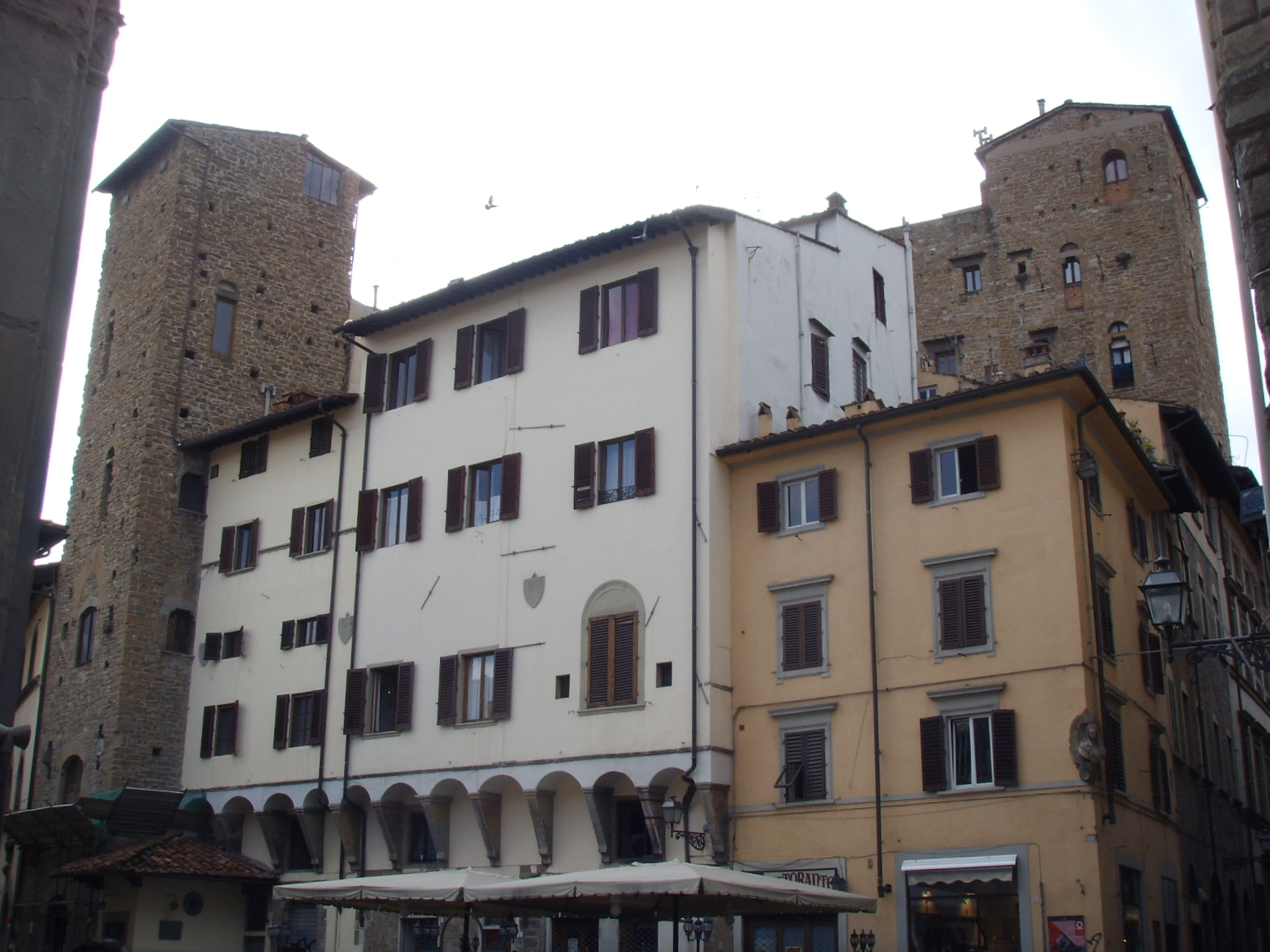
As duas Torres de Corso Donati vistas da Piazza San Pier Maggiore.

Os Donati possuíam numerosas casas nesta zona. Na Via del Corso ainda existe aquela que foi chamada de Torre dei Donati. Corso Donati foi o chefe da família no período de maior notoriedade devido ao confronto com a família Cerchi, o que esteve na origem da clivagem de Florença nas facções dos guelfos brancos e negros.
O palácio dos Donati, depois dos Albizi-Tassinari, apresenta-se com uma fachada tardo-maneirista, segundo as renovações do início do século XVII; na fachada, o reboco claro destaca-se em relação às janelas com arquitraves salientes, apresentando cornijas marca-piso e um belo portal com tímpano semicircular quebrado, no qual está inserido um busto em mármore de Cosme II de Médici, da autoria de Chiarissimo Fancelli. 
No interior, o palácio é dotado dum pátio quinhentista, com arcada apenas no lado leste, com colunas encimadas por capitéis jónicos com arcos de volta perfeita: aqui se encontra um jardim realçado com um tanque tardo-seiscentista e um busto em mármore do Destino, obra dum escultor russo. No átrio, encontra-se um busto de Dante em terracota imprunetina do século XVII.
No século XVIII, o palácio passou para os Tassinari.

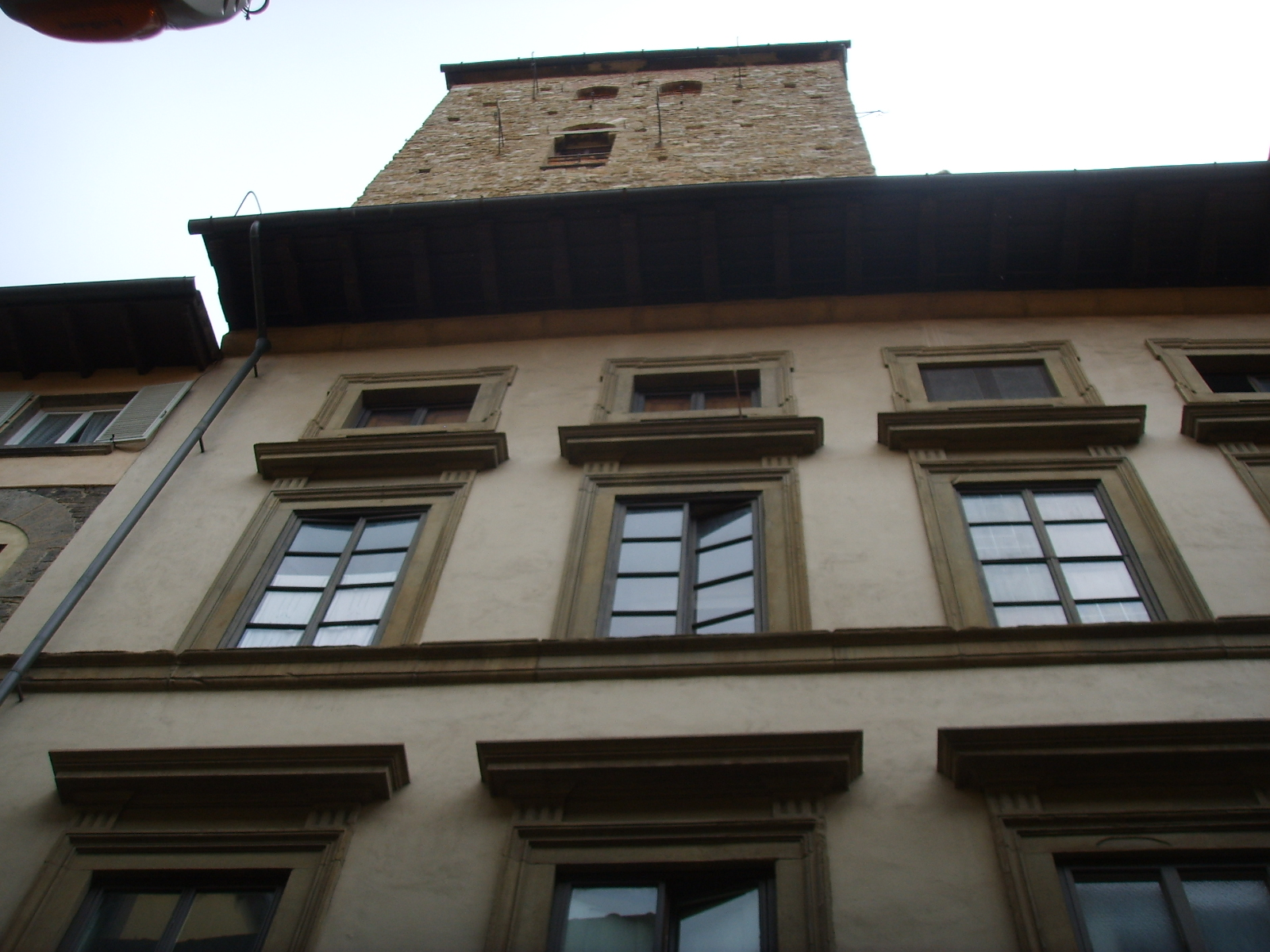
Vista parcial da fachada
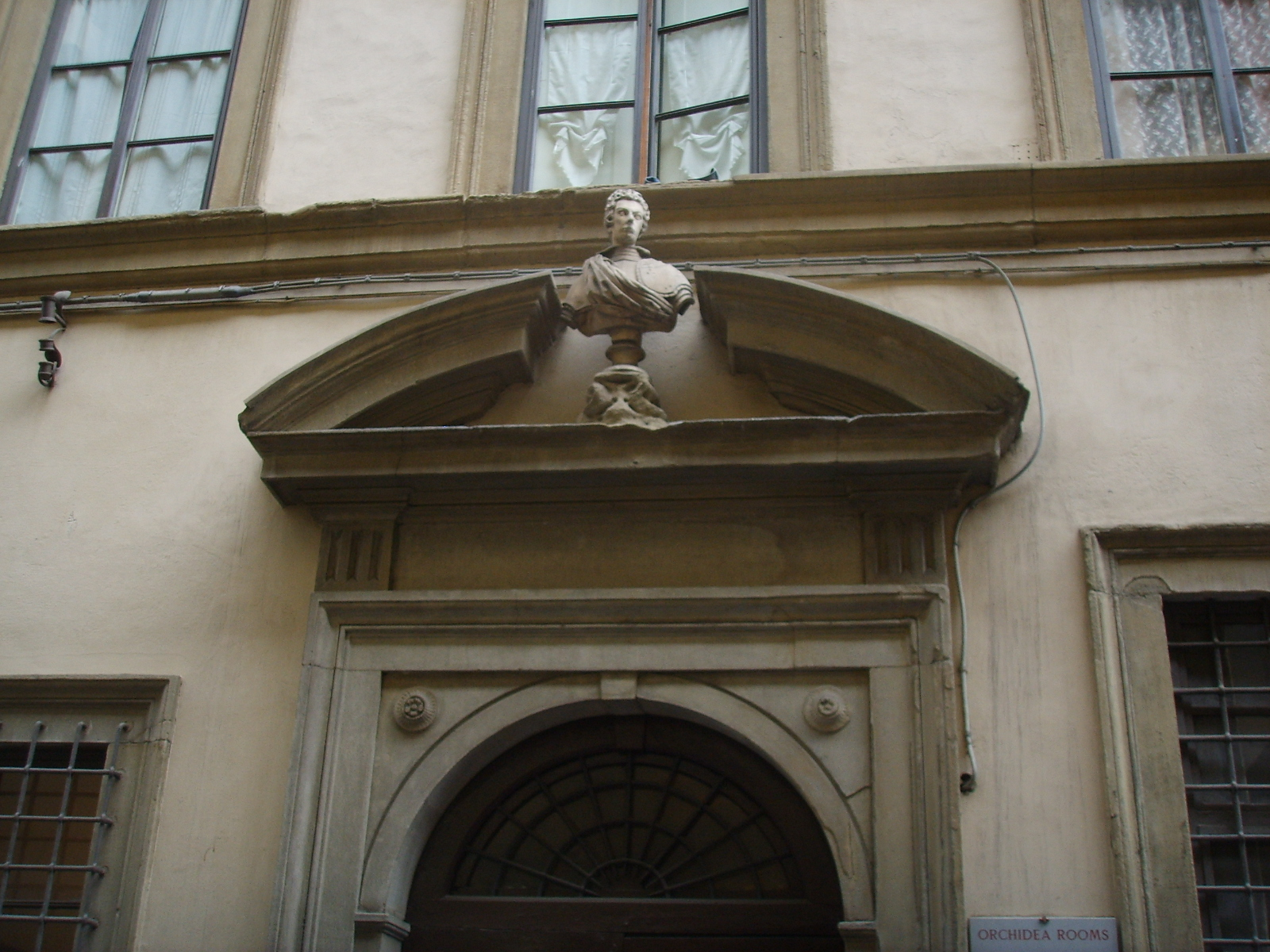
Portal do Palazzo Donati
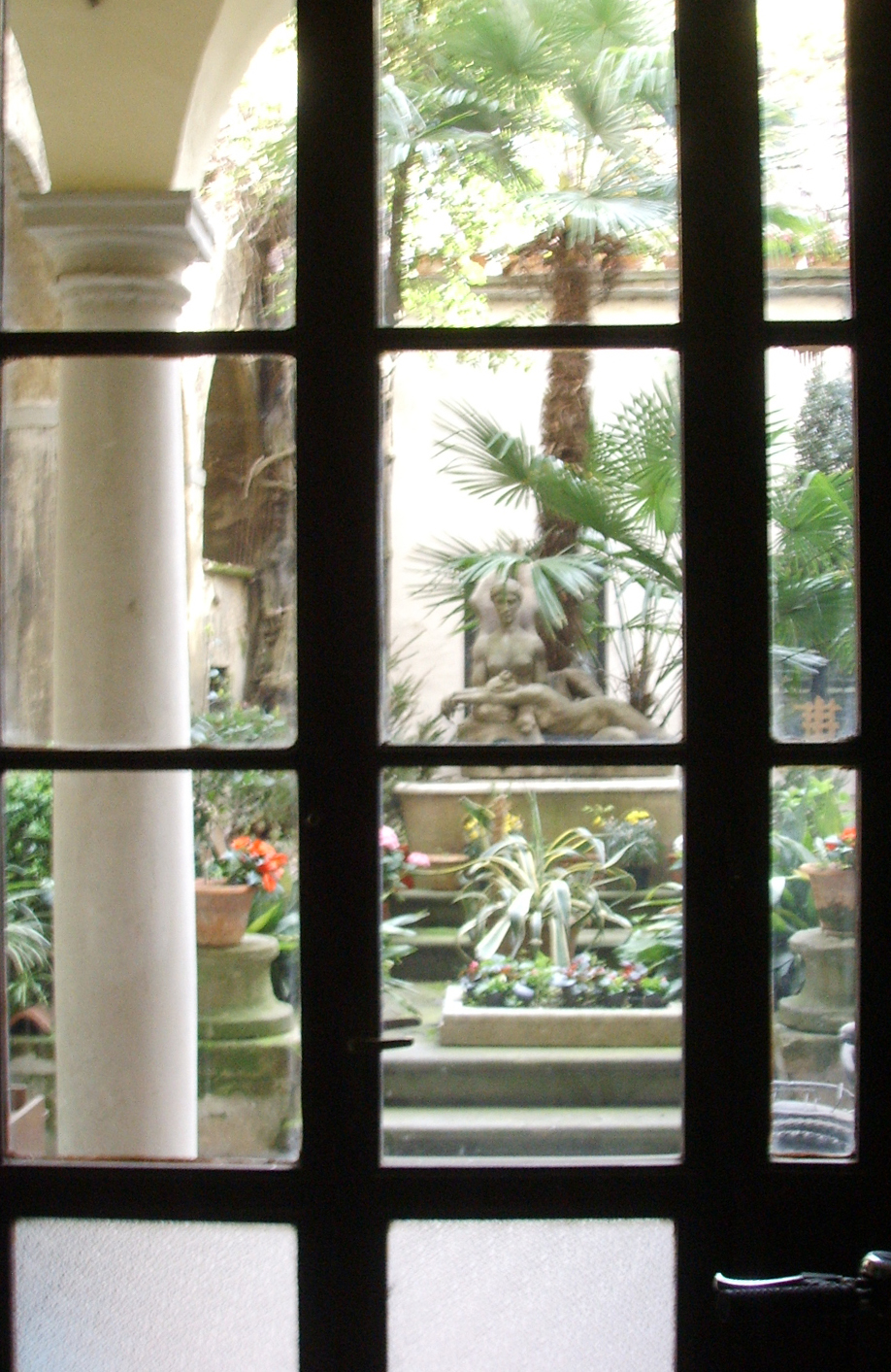
Vista parcial do Palazzo Donati
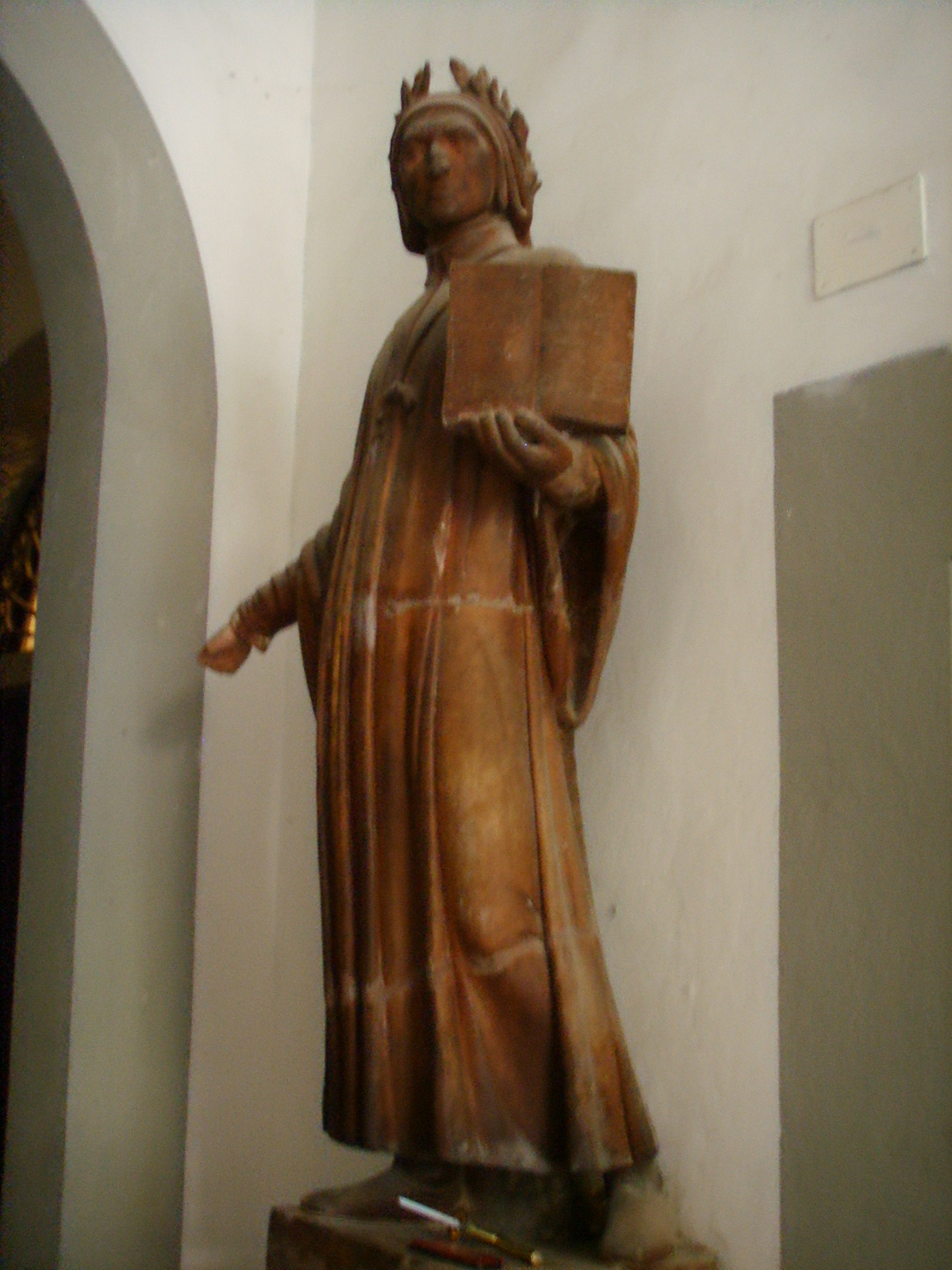
A estátua de Dante

### A primeira torre
A torre situada no nº 11 do Borgo Albizi, datada do século XIII, está incorporada directamente no Palazzo Donati e eleva-se acima da cornija. Apresenta o típico revestimento em filaretto de pedra e numerosos "erros" que contornam as janelas. Antigamente, também era chamada de Torre di Gemma porque se pensava erradamente que tivesse pertencido a Gemma Donati, a esposa de Dante Alighieri.

### A segunda torre
A segunda torre está situada no 35 da Piazza San Pier Maggiore, esquina com a Via Palmieri. Foi frente a esta torre ocorreu a emboscada a Corso Donati. 
De facto, esta torre está ligada à primeira através dum palácio que pertenceu anteriormente aos Corbizzi, o qual se desenvolve na frontaria posterior, enquanto na Piazza San Pier Maggiore se apresenta com as mísulas que suportam a parte saliente dos pisos superiores.
Esta torre está mais bem conservada, também por meio dum recente restauro. É muito delgada e desenvolve-se em seis níveis. Encontrava-se num ponto estratégico para o controle dos acessos da vizinha Porta San Pier Maggiore.
Apresenta um portal com abraçadeira e três janelas assimétricas no lado principal, além dos habituais buche pontaie, buracos destinados a receber barrotes. Curioso é o portal no primeiro andar, ao qual só se acedia através duma escada que fechada durante a noite: uma medida defensiva que se deve à atmosfera de lutas políticas que se vivia entre o século XIII e o século XIV.

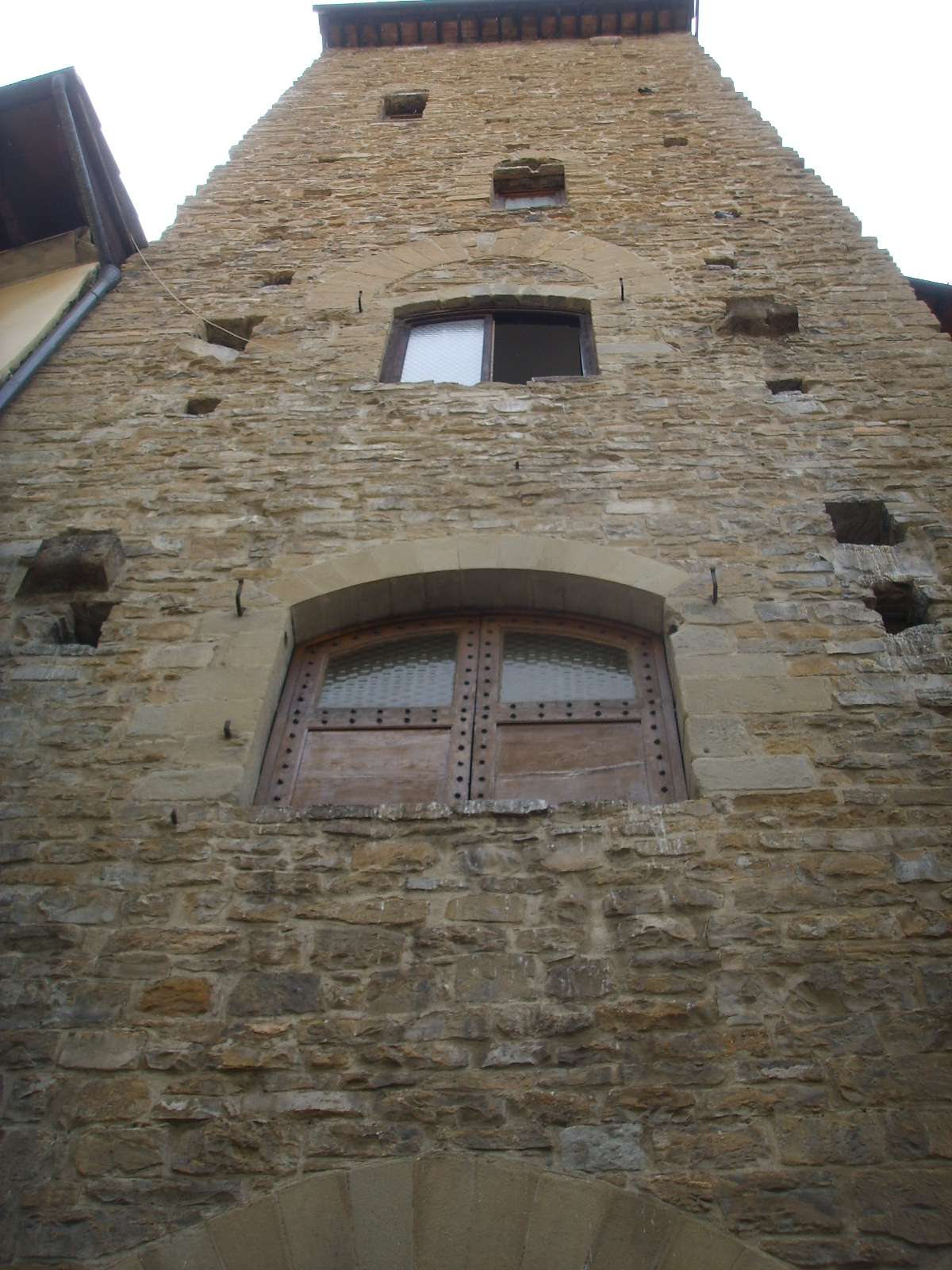
Fachada da segunda torre
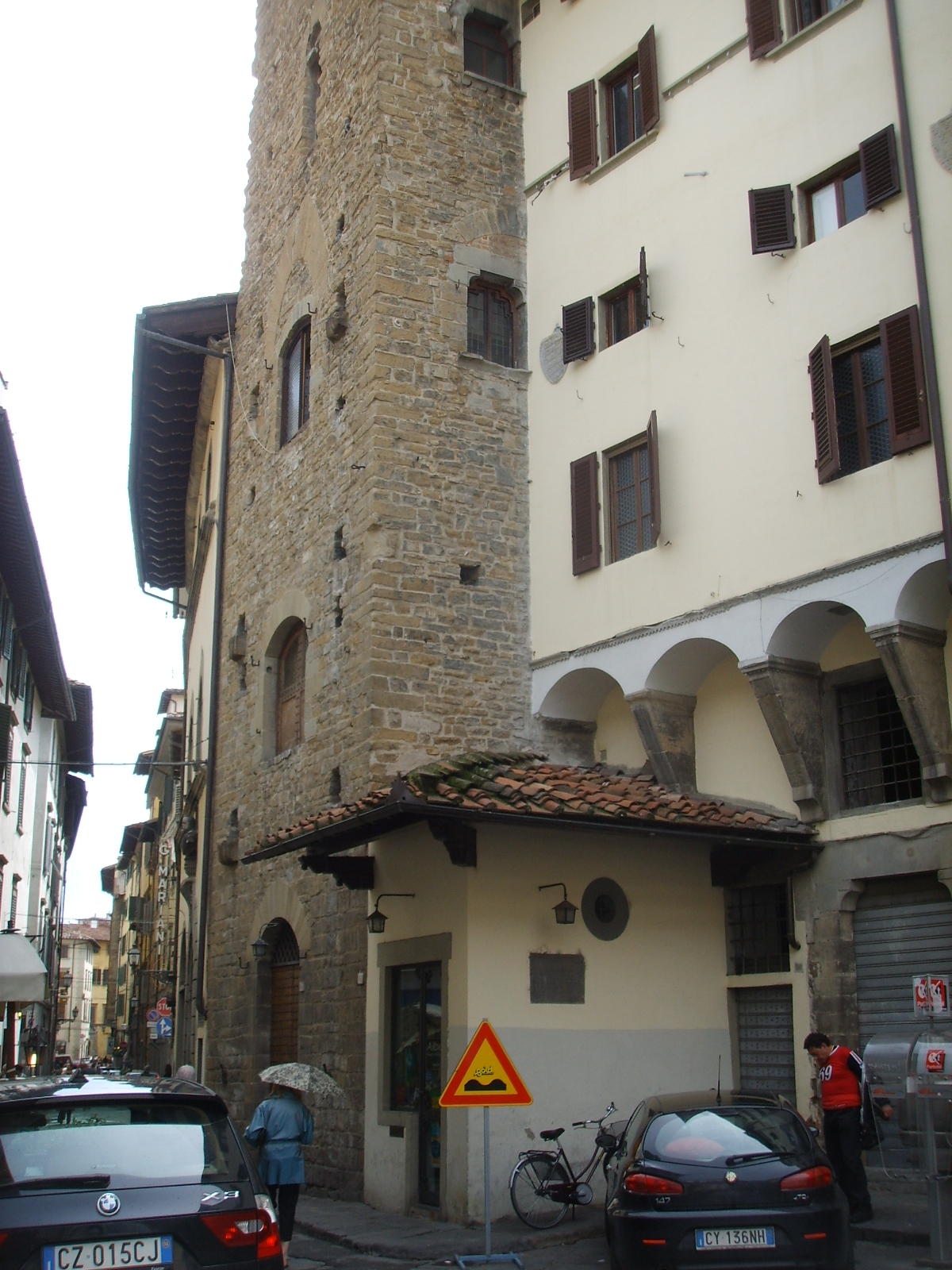
Portal da segunda torre